# Manfred Purzer
Manfred Purzer, né le 13 avril 1931 à Munich, est un journaliste, réalisateur et scénariste allemand.

## Biographie
Après des études de littérature, de psychologie et de philosophie, Purzer vient en 1946 à Die Neue Zeitung. En 1951, il a une bourse d'études d'Abendzeitung pour aller à la Deutsche Journalistenschule.
En 1952, il devient rédacteur et tourne pour Welt im Bild (de) son premier court métrage documentaire. Un temps, il est producteur exécutif de documentaires pour l'UFA. En 1958, il devient rédacteur en chef et directeur général de Deutsche Wochenschau GmbH à Hambourg.
En 1965, Purzer revient à Munich pour être producteur exécutif de Nora-Film. Il commence à écrire en 1966 puis devient scénariste en 1968 sous le pseudonyme d'Ernst Flügel. Il travaille pour le producteur Luggi Waldleitner, adapte Johannes Mario Simmel et signe beaucoup de films érotiques des années 1970.
Au milieu des années 1970, il devient réalisateur pour l'adaptation de romans. Il met en scène Das Netz de Hans Habe, Les Élixirs du Diable d'Ernst Theodor Amadeus Hoffmann et Der Mann im Schilf de George Saiko.
Il fait partie du jury de la Berlinale 1974. De 1974 à 1977, il est président du comité des projets de la Filmförderungsanstalt. En 1987, il crée les Medientage de Munich dont il est directeur jusqu'en 1998.

## Filmographie

### Réalisateur

#### Cinéma
- 1975 : Le Filet (de) (Das Netz)
- 1976 : Die Elixiere des Teufels (de)
- 1978 : Der Mann im Schilf
- 1983 : La cage aux filles (Randale)

### Scénariste

#### Cinéma
- 1968 : Komm nur, mein liebstes Vögelein
- 1969 : Sybelle ou Comment le dire à ma fille ? (Herzblatt oder Wie sag ich's meiner Tochter?) d'Alfred Vohrer
- 1969 : Sieben Tage Frist (de)
- 1970 : La Maison jaune (Das gelbe Haus am Pinnasberg) d'Alfred Vohrer
- 1970 : Perrak (de)
- 1970 : Les Mantes religieuses (Die Weibchen) de Zbyněk Brynych
- 1971 : L'Amour n'est qu'un mot (en) (Love Is Only a Word) d'Alfred Vohrer
- 1971 : Que font ces dames quand leurs maris bossent ? (de) (Der neue heiße Sex-Report – Was Männer nicht für möglich halten) d'Ernst Hofbauer
- 1971 : Schüler-Report
- 1971 : Et Jimmy alla vers l'arc-en-ciel (Und Jimmy ging zum Regenbogen) d'Alfred Vohrer
- 1972 : Der Stoff aus dem die Träume sind (de)
- 1972 : La Pluie noire (Und der Regen verwischt jede Spur) d'Alfred Vohrer
- 1973 : Alle Menschen werden Brüder (en)
- 1973 : Dieu protège les amoureux (Gott schützt die Liebenden) d'Alfred Vohrer
- 1974 : Drei Männer im Schnee
- 1974 : Einer von uns beiden de Wolfgang Petersen
- 1974 : Seul le vent connaît la réponse (Die Antwort kennt nur der Wind) d'Alfred Vohrer
- 1975 : Le Filet (de) (Das Netz) de Manfred Purzer
- 1975 : Bis zur bitteren Neige
- 1976 : Die Elixiere des Teufels (de) de Manfred Purzer
- 1978 : Der Mann im Schilf
- 1981 : Lili Marleen de Rainer Werner Fassbinder
- 1982 : La jungle en folie
- 1983 : La Cage aux filles de Manfred Purzer
- 1983 : Wie hätten Sie's denn gern?

#### Télévision
Séries télévisées
- 1989 : Der Bastard
- 1993 : Le roi des derniers jours

Téléfilms
- 1993 : Die Elefantenbraut
- 1998 : Tödliche Diamanten
- 1999 : Element des Todes